# Oedopeza maculatissima
Oedopeza maculatissima là một loài bọ cánh cứng trong họ Cerambycidae.